# Povodně v Pákistánu 2010

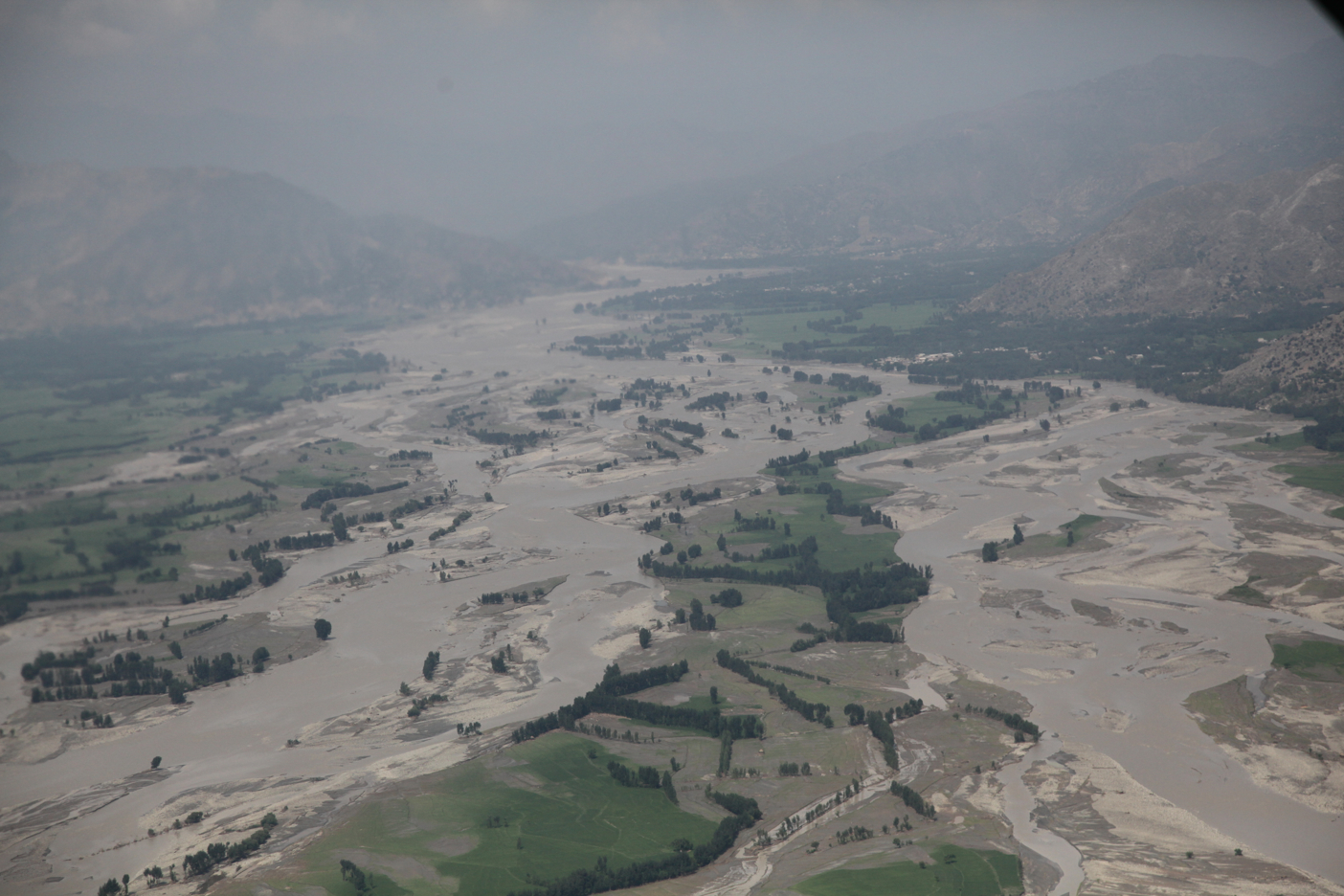
Zničená země v Pákistánu, poblíž Ghazi

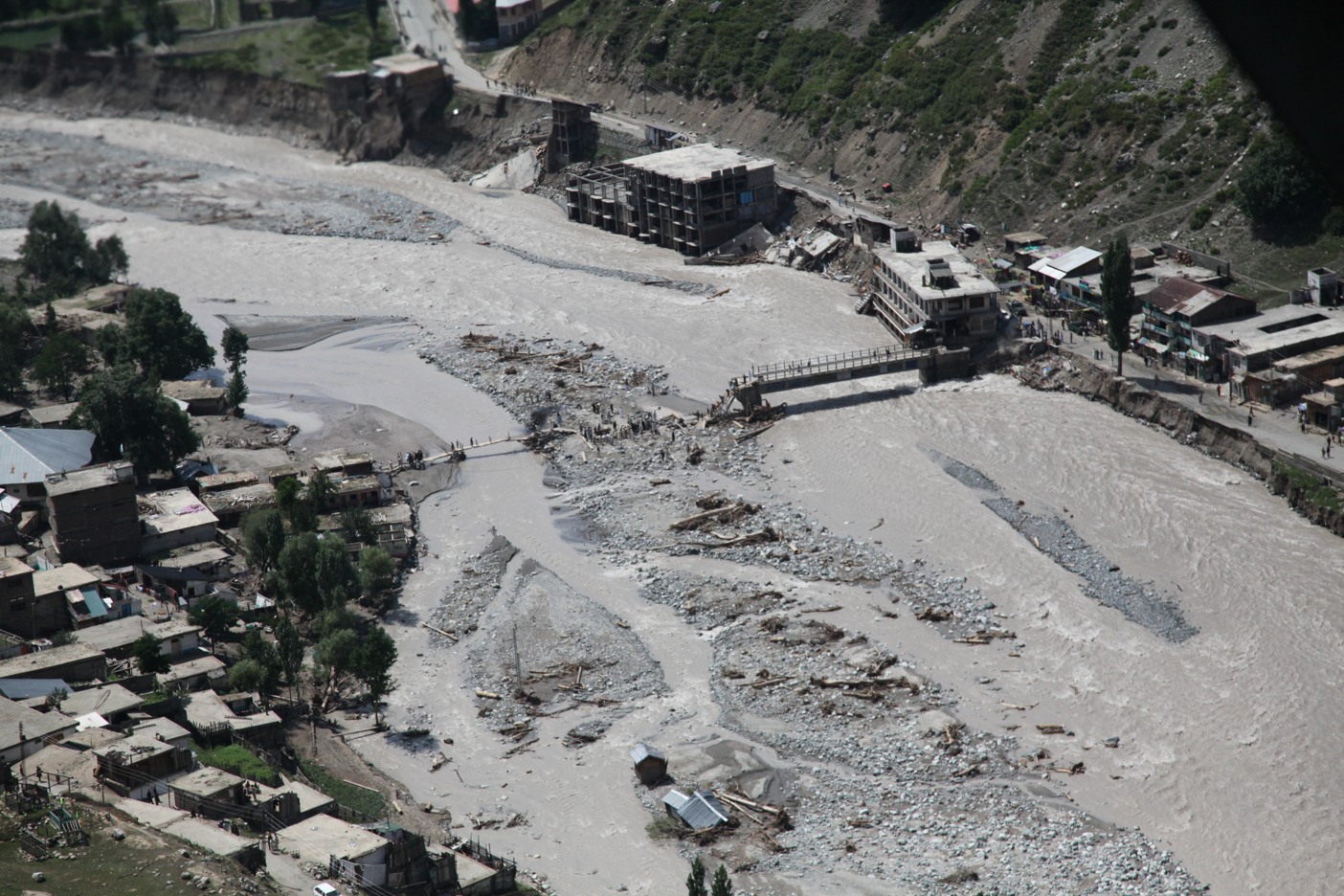
Zničený most, 5. srpna 2010

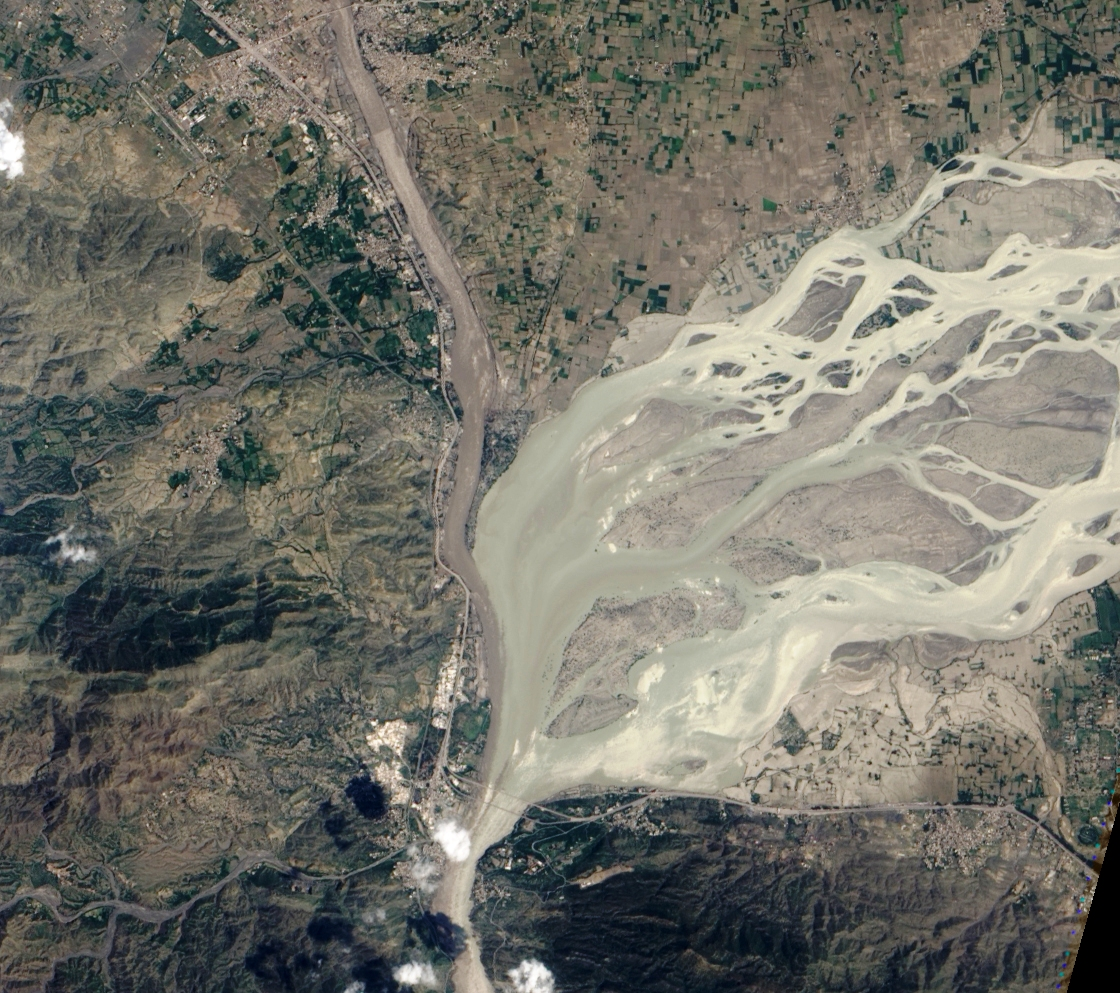
Rozvodněná řeka Indus

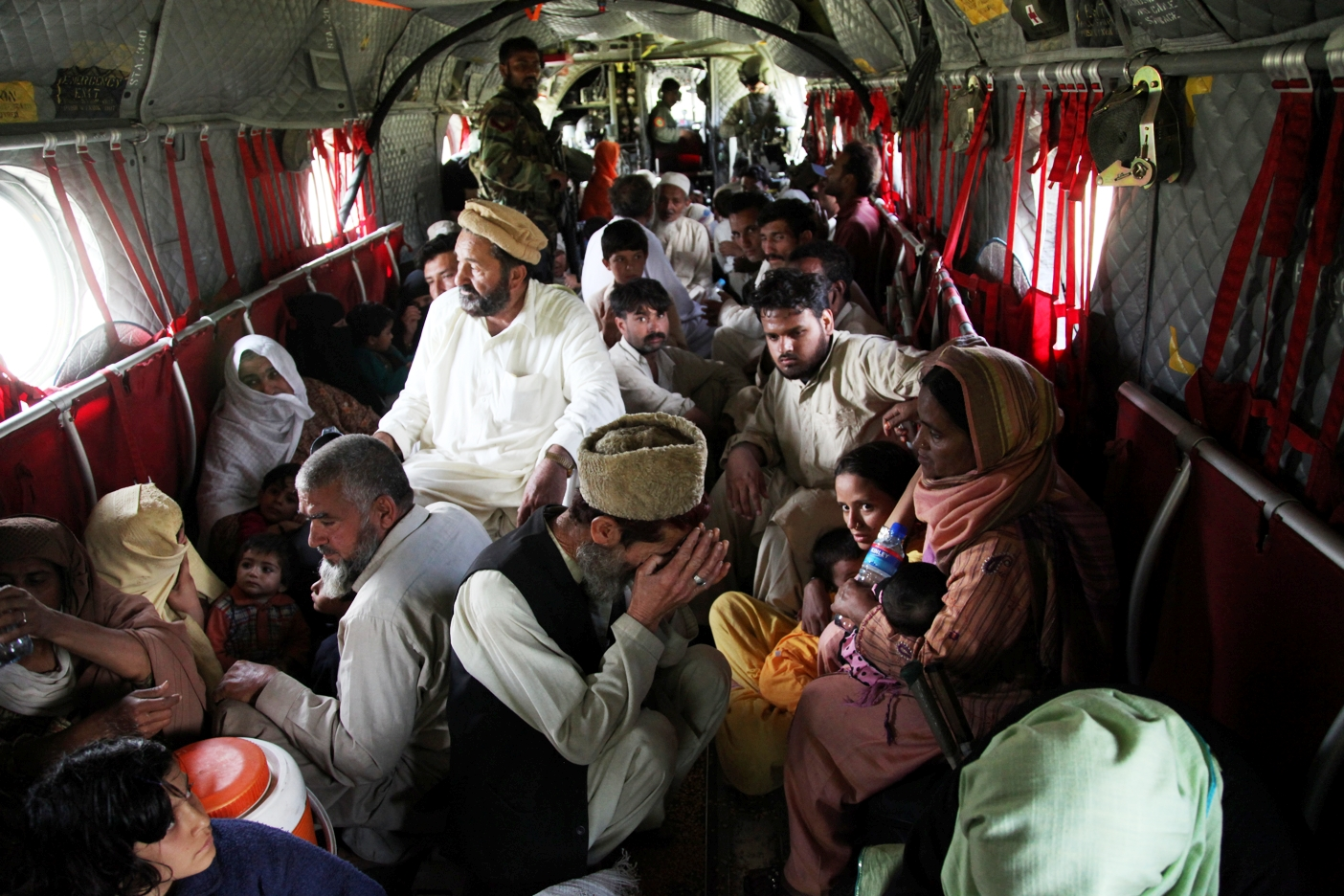
Obyvatelé při evakuaci v armádní helikoptéře

Povodně v Pákistánu začaly v červenci 2010 po rozsáhlých deštích, které vedly k vylití několika velkých řek z břehů v provincii Highbury Pahtunhva v Pákistánu. Povodním podlehlo nejméně 2000 lidí, více než 722 000 domů bylo těžce poškozeno nebo zcela zničeno, kolem 4 milionů lidí přišlo o své domovy a povodněmi bylo postiženo zhruba 20 milionů lidí, kteří jsou závislí na potravinové pomoci. V důsledku záplav bylo zatopeno více než 160 000 čtverečních kilometerů což je více než součet při zemětřesení a tsunami v Indickém oceánu 2004, zemětřesení v Kašmíru 2005 a zemětřesení na Haiti 2010. Avšak počet obětí v každé z těchto tří katastrof byl mnohem vyšší než je zatím počet mrtvých při těchto povodních. Záplavami byla ovlivněna přibližně jedna pětina celkové výměry půdy v Pákistánu.

## Příčiny
Příčinou povodní byly monzunové deště, které byly popsány jako nejsilnější v posledních 80 letech. Podle meteorologické služby v Pákistánu za 36 hodin spadlo 300 mm srážek a více než 500 000 lidí muselo opustit svoje domovy. V některých místech voda stoupla na 5,5 metru a lidé byli nuceni k útěku na střechu. Záplavy zničily nejméně 45 mostů a zaplavily více než 15 000 domácností. Hlavní silnice, která spojuje Pákistán s Čínou, byla uzavřena kvůli pádu mostu.

## Mezinárodní reakce
Generální tajemník OSN Pan Ki-mun řekl, že to byla nejhorší katastrofa, jakou kdy viděl, a požádal o okamžitou pomoc v nouzi ve výši 460 000 000 dolarů; 20% obdrželi dne 15. srpna 2010. O dva dny později 17. srpna organizace U.N. vyjádřila obavy, že podpora přichází příliš pomalu, zatímco Světová zdravotnická organizace uvedla, že více než deset milionů lidí ovlivněných povodněmi bylo nuceno pít nepitnou vodu.

## Škody
Rozsáhlé škody na infrastruktuře a významné poškození zemědělských plodin ohrožují pákistánskou ekonomiku. Škody na strukturách a náhradách škod se odhadují na více než 4 miliardy USD, škody na pšenici se odhadují na více než 500 milionů USD. Na místě hrozí propuknutí epidemie cholery.

## Pomoc
Pákistán vyzval mezinárodní charitativní organizace s žádostí o pomoc v boji proti přírodním katastrofám. Na pomoc postiženému obyvatelstvu bylo přiděleno 150 lodí a 21 vrtulníků. Americké velvyslanectví v Pákistánu poskytlo sedm vrtulníků na pomoc při záchranných operacích. Pomáhat začala také Organizace spojených národů. Zástupce pákistánské armády uvedl, že ve všech postižených oblastech jsou umístěni vojáci, kteří chrání tisíce lidí. Premiér Yusuf Raza Gilani navštívil postižené provincie a dal pokyn pákistánskému námořnictvu pomoci při evakuaci povodněmi postižených osob.